# Bourrasque de neige
Une bourrasque de neige est une forte averse de neige accompagnée de forts vents soulevant de la poudrerie (chasse-neige élevée), le tout donnant des conditions de blanc dehors similaires au blizzard mais pour de courtes durées ou de façon très localisée. Ce terme est utilisé au Québec et au Canada français et pourrait être appelé grain (ou giboulée) de neige ailleurs. En Europe occidentale, les giboulées de neige se produisent en général à la fin de l'hiver après le passage d'un front froid (ciel de traîne) et ne sont en général pas accompagnées de phénomènes électriques, car les cumulonimbus associés ont une faible extension verticale.

## Types

### Bourrasques frontales

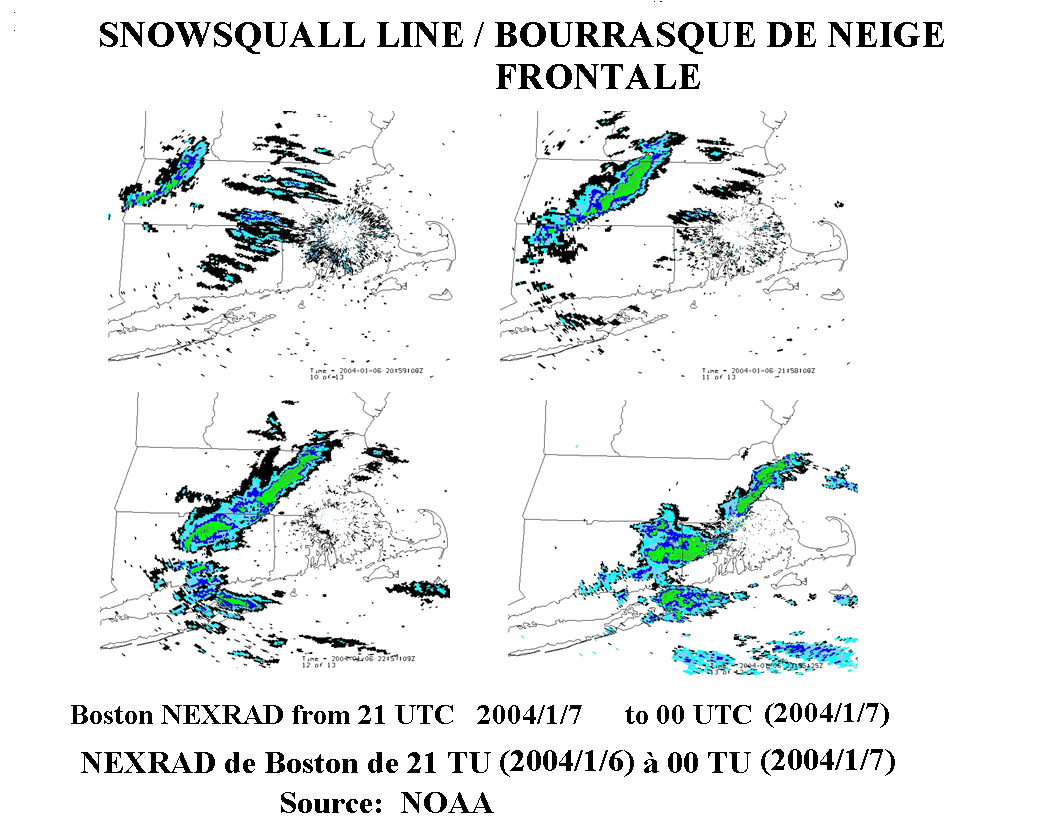
Suite d'images, de gauche à droite et de haut en bas, qui montrent le déplacement radar d'une ligne de grain de neige (bleu-vert) se dirigeant vers Boston en janvier 2004

Le passage d'un front froid très actif en hiver dans une masse d'air relativement douce (entre 0 °C et 5 °C) et proche de la saturation rend l'air très instable. Ceci produit des averses intenses de neige poussées par la saute de vents. Ce genre de bourrasques rend la visibilité nulle durant moins de 30 minutes en général. L'air doit être particulièrement instable pour produire ces averses intenses car l'humidité disponible est beaucoup moindre qu'en été et que l'inversion de température de la tropopause se trouve à basse altitude, limitant ainsi l'extension verticale des nuages. 

#### Mécanisme
L'air doux de surface est soulevé à l'approche du front froid. Comme l'air de surface est plus chaud et humide que l'air environnant qu'il rencontre en altitude, il est poussé encore plus vers le haut par la poussée d'Archimède. Lorsqu'il y a saturation de la parcelle d'air, on assiste à la formation de nuages puis de neige lorsque la montée continue. Comme le front effectue le soulèvement sur une longue distance, il y a formation d’une ligne d'averses de neige tout le long de celui-ci comme le montre la figure de droite. Cependant, ce ne sont pas tous les fronts froids qui vont donner des bourrasques de neige : il faut que l'air soit particulièrement instable et que les changements de pression associés au front soient importants donnant un front mouvement vertical.
Un tel grain produit un front de rafales qui s’organise en ligne à l’avant de la convection. Il est renforcé par la subsidence du courant-jet des bas niveaux qui est rabattu vers le sol. En effet, l'entrée de ce dernier dans le nuage y amène de l'air froid et sec environnant, ce qui forme un équilibre négatif selon la poussée d'Archimède. Selon l'énergie disponible et le cisaillement des vents avec l'altitude, la ligne d'averses de neige donnera des vents plus ou moins forts. Bien que les quantités de neige produites soient relativement faibles, l'intensité sera momentanément très intense. De plus, les vents vont soulever la neige qui tombe ainsi que celle déjà au sol et causer de la poudrerie généralisée (chasse-neige élevé). 
Il est également possible que la ligne de grain se forme derrière le front froid où l'air est encore très instable. Dans ces cas, il n'est pas rare que deux ou trois lignes parallèles séparées de moins de 40 km suivent le front, donnant des conditions de bourrasques de neige à répétition. 
Que les lignes de grains soient à l'avant ou à l'arrière du front, la présence de plans d'eau ouverts ou d'accumulations de pluie au sol antérieurement permet une saturation plus rapide de la masse d'air et une plus grande instabilité ce qui donne des nuages convectifs de plus grande extension verticale ainsi que des précipitations plus abondantes. Dans certains cas, on peut même générer des orages de neige. La prévision de ces lignes de grains est donc similaire à celle des orages violents estivaux : creux très marqué, courant-jet de bas niveau de 30 nœuds ou plus, dôme d'air froid en altitude. Cependant, ce dernier item est à plus bas niveau avec une température de −25 °C à 850 hPa au lieu de 500 hPa, ou plus haut encore.

### Bourrasques en aval de plans d'eau

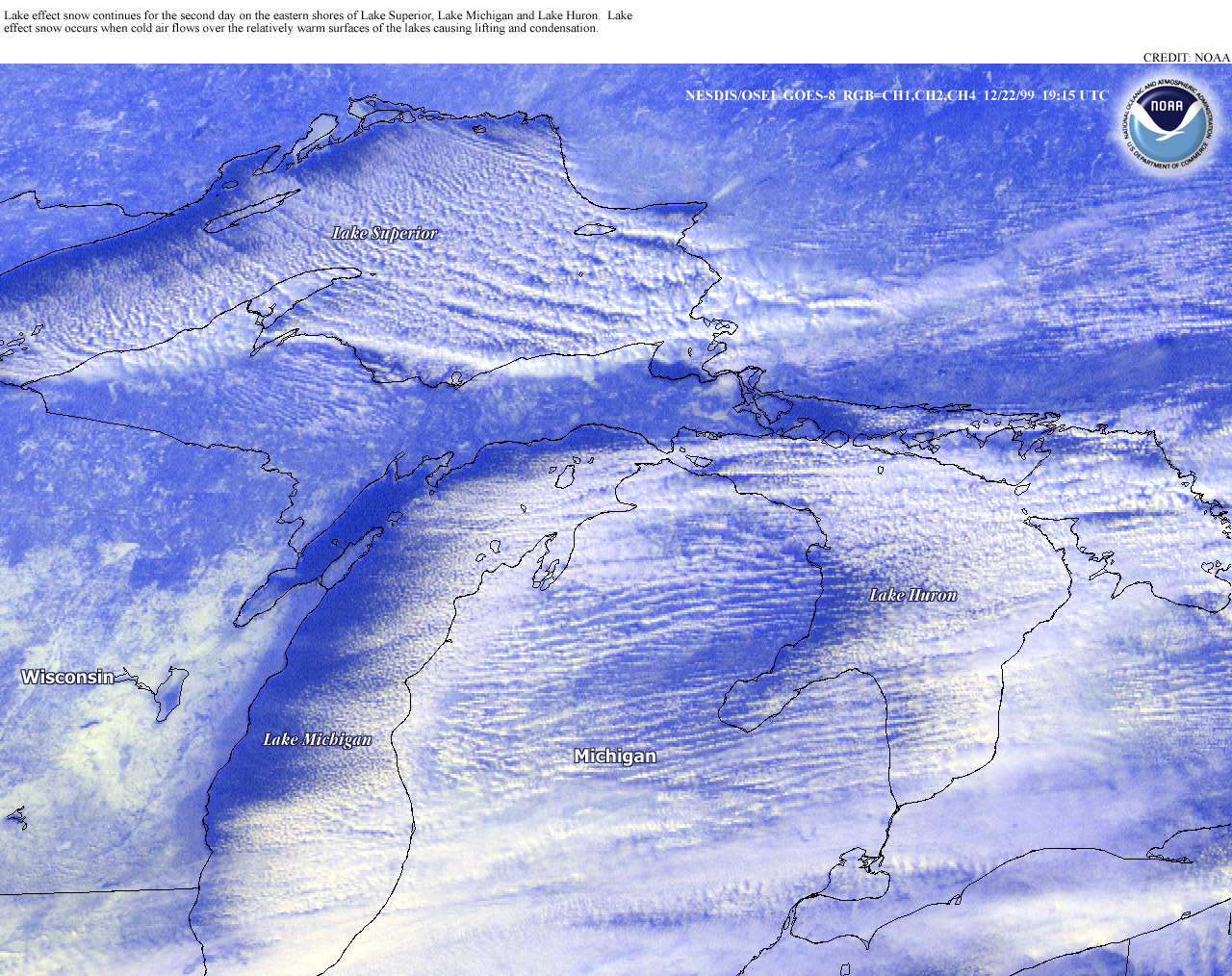
Nuages porteurs de bourrasques de neige sortant des Grands Lacs par NOAA

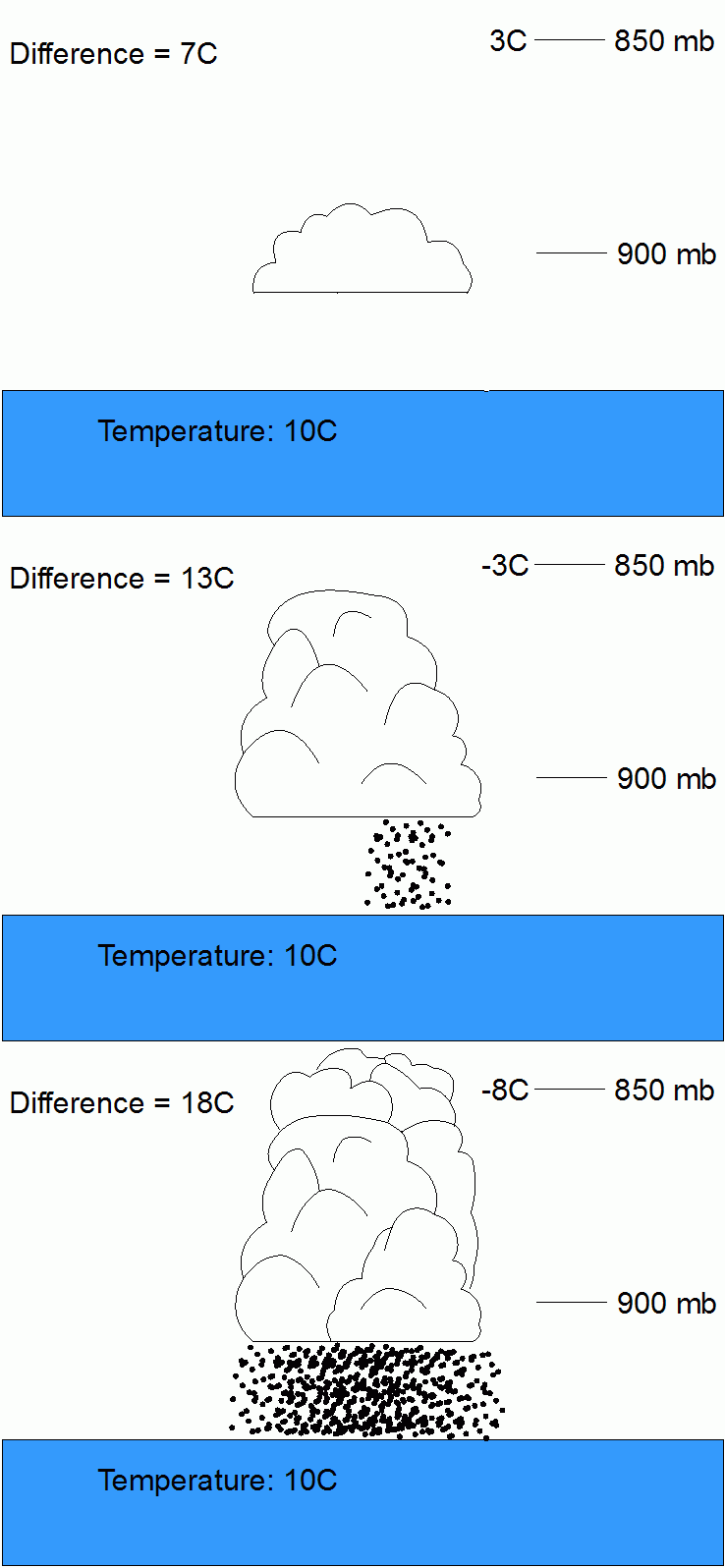
Génération des nuages convectifs selon la différence de température. De haut en bas:
1) Seulement des cumulus
2) Des cumulus bourgeonnants de faible extension
3) Des cumulus bourgeonnants intenses ou de petits cumulonimbus

Des averses intenses vont également se produire si un flux d'air arctique passe en aval de plans d'eau encore libres de glaces en hiver. Ce phénomène est parfois appelé effet de lac. Tant que la circulation vient de la même direction et que la glace ne recouvre pas le plan d'eau, les averses dureront et pourront laisser plusieurs dizaines de centimètres dans une bande très étroite de terrains. 

#### Conditions nécessaires
Les conditions nécessaires au développement de ce type de bourrasques de neige sont multiples : 
- la température de la masse d'eau doit être au moins de 13 °C de plus que celle à 850 hPa ce qui rend l'air très instable[3] ;
- les températures doivent être proches du point de congélation en surface afin de fournir amplement de l'humidité et que les précipitations soient sous forme de neige[4]. Plus l'air de bas niveau est près de la saturation, moins il faudra d'évaporation pour partir la convection et plus la formation de précipitations sera rapide ;
- le parcours du dôme d'air froid au-dessus de l'eau plus chaude doit permettre la saturation de la couche de surface qui entrera en convection. Typiquement, l'air doit parcourir au moins 100 km[5] ;
- le changement de direction des vents avec l'altitude (cisaillement) doit être presque nul. L'humidité est alors transportée en altitude dans la même direction à tous les niveaux ce qui crée des bandes d'averses où les nuages se renforcent l'un l'autre. Un cisaillement de 30 et 60 degrés, entre la surface et 700 hPa, peut encore produire des bandes plus courtes et moins intenses mais si le changement des vents est de plus de 60 degrés, seuls des nuages convectifs faibles et désorganisés se formeront[6] ;
- le changement de vitesse avec l'altitude est moins critique s'il est uniforme. La pénétration à l'intérieur des terres, depuis la côte, sera proportionnelle à la vitesse moyenne dans la couche où se forme le nuage. Cependant, le cisaillement ne devrait pas dépasser 40 nœuds (environ 78 km/h) entre la surface et 700 hPa car les cristaux de glace formés dans le nuage seront transportés trop au loin en s'élevant ce qui limitera l'épaisseur du nuage et donc son taux de précipitations[6].

#### Forçages supplémentaires
On peut mentionner également que le passage d'un forçage à l'échelle synoptique, comme le passage d'un creux barométrique et d'un front froid, va augmenter le mouvement vertical de l'air et favoriser la formation des bourrasques de neige. Par exemple, les Grands Lacs et les régions côtières de l'est du Canada sont souvent le cadre de ces bourrasques, particulièrement quand un système météorologique de type Clipper albertain les traverse.  
Finalement, une fois que les nuages convectifs entrent sur la terre ferme, tout soulèvement supplémentaire causé par le terrain augmentera le mouvement vertical et donc le taux de précipitations. Par contre, de l'autre côté d'une montagne ou d'une colline, un effet de foehn assèchera le nuage et les précipitations diminueront ou même cesseront.

#### Inhibition
La formation de glace sur le plan d'eau va diminuer le transfert thermique et d'humidité à la masse d'air froide passant au-dessus de celle-ci. De plus, le parcours continu au-dessus d'eaux libres diminue ce qui limite également la possibilité d'intensification de la convection. À mesure que la glace couvre une proportion plus grande de sa surface, la convection engendrée sera moins intense. Bien avant que le plan d'eau soit complètement couvert de glace, les échanges seront minimaux et la production de bourrasques de neige ne sera plus possible.
En fin d’automne ou début d'hiver, quand les eaux sont encore relativement très chaudes comparé à l'air ambiant, la différence de température va être encore plus grande et des orages de neige se développeront souvent. À mesure que la saison avance, la diminution de la température de l'eau ne pourra fournir que des bourrasques moins intenses et la formation de glace l'inhibera encore plus.

#### Régions affectées
La formation de ces bourrasques nécessite un réservoir d'air très froid qui descend vers un plan d'eau libre. Il s'agit donc d'air continental arctique qui passe au-dessus de lacs ou de la mer. Comme il faut que l'air soit assez froid pour produire de la neige, les régions les plus affectés se retrouvent en général dans les latitudes de plus de 35 degrés nord et sud. La région des Grands Lacs en Amérique du Nord et le lac Winnipeg sont particulièrement propices à la formation des bourrasques de neige côtières et certaines grandes villes comme Buffalo, dans la Snow Belt, sont régulièrement ensevelies de neige par ce phénomène,.
Cependant, ces bourrasques peuvent se former en aval de beaucoup plus petits lacs jusqu'à ce que ceux-ci gèlent. Au large des côtes, comme celles de la côte Est de l'Amérique du Nord et de la Sibérie, on aura la formation de bourrasques en mer où sur des côtes en aval. En Europe, le phénomène se produit occasionnellement au nord de la mer Méditerranée et autour de la mer Noire (surtout à Istanbul et la côte turque de la mer Noire), dont la température de surface en hiver varie entre 8 et 14 °C. La présence d'une masse d'air froid chargée d'humidité au-dessus de la mer déclenche sur les premiers reliefs rencontrés par les vents, et quelquefois en plaine, des précipitations neigeuses intenses qui peuvent en quelques jours déposer des dizaines de centimètres à plus d'un mètre de neige. 
Le phénomène survient aussi épisodiquement en Grèce, sur l'île d'Eubée et dans le nord de l'Attique, où la Borée chargée d'humidité de la mer Égée peut provoquer des cumuls de neige importants en quelques jours. Dans tout le sud-est de la France, des épisodes neigeux intenses surviennent plusieurs fois par décennie en plaine, tous les ans en montagne. La Normandie et la Grande-Bretagne sont de temps à autre sujettes aux bourrasques de neige, associées à un vent de nord à est sur une mer douce (6 à 8 °C). La même chose peut être dite au sujet des côtes nord du Japon et de l'est de la Russie,.
Sur des mers gelées, le déplacement par le vent de la banquise crée des surfaces d'eau libre en contact avec de l'air à des températures très négatives. Des bourrasques intenses peuvent alors se former.

## Reconnaissance radar

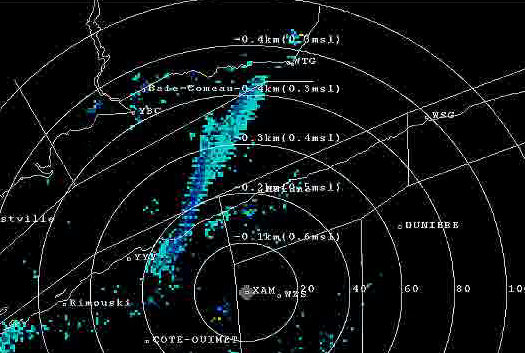
Échos radar d'une bourrasque de neige (en bleu) qui s'est formée au-dessus du fleuve Saint-Laurent libre de glaces et affecte un très petit corridor entre les deux rives. La distance entre deux cercles est de 20 km et la hauteur des échos est de 300 au-dessus du fleuve.

Les nuages associés à ces deux types de bourrasques ont une très faible extension verticale, moins de 4 km en général, mais la convection y est très intense. Ils sont donc parfois difficiles à localiser au radar car le cœur des précipitations se trouvent sous l'angle le plus bas balayé (PPI) dès qu'on est un peu éloigné du site. Les échos qu'on repère sont le plus souvent assez faibles car on est dans la neige moins réflective et dans la partie supérieure du nuage.

## Dangers
Ces deux types de bourrasques sont particulièrement dangereux pour la circulation automobile ou ferroviaire car elles sont très localisées. Les conditions peuvent donc être parfaites et changer soudainement comme sous un orage en été. Des alertes seront émises par les pays riverains quand des bourrasques de neige sont prévues. Les critères peuvent varier d'un pays à l'autre mais en général ce sera comme au Canada :
- visibilité réduite (400 mètres ou moins) à cause de neige forte avec ou sans poudrerie. La durée peut être très courte avec les bourrasques frontales ou de plus de trois heures avec les bourrasques de plans d'eau ;
- chute de neige localisée et intense produisant des quantités de neige de 15 cm ou plus dans un délai de 12 heures ou moins avec les bourrasques de plans d'eau.

Dans certaines conditions particulières de vents, un tourbillon peut se développer sous les nuages de bourrasques de neige sur un plan d'eau et causer une « trombe de neige », par un mécanismes similaire aux trombes marines. Bien que très rare, ce phénomène peut théoriquement engendrer des vents tourbillonnaires de plus de 80 km/h et on a noté qu'il soufflait la neige le long de son corridor de déplacement.